# Dorfkirche Hohendorf (Bürgel)

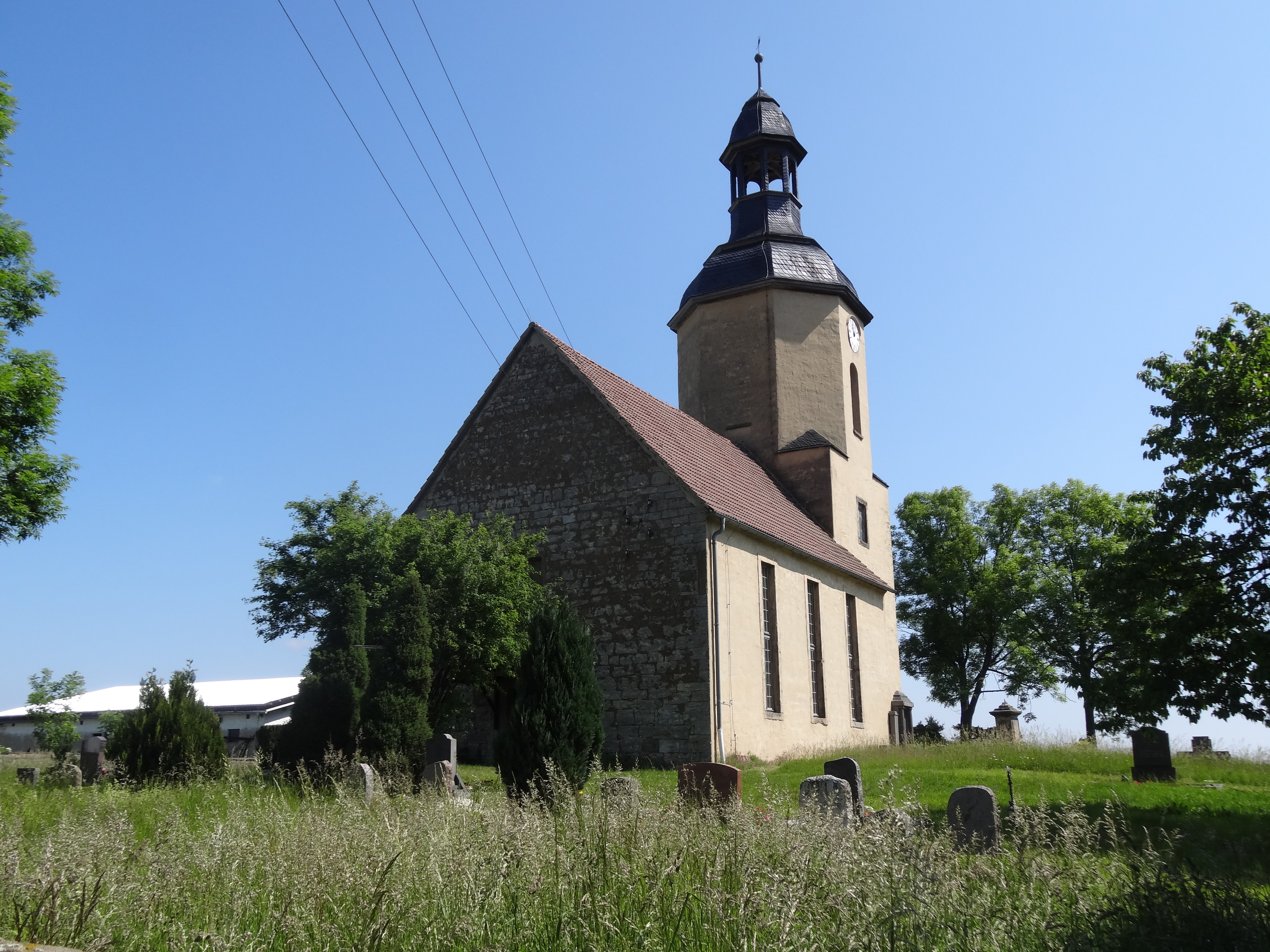
Dorfkirche Hohendorf, Blick von Westen

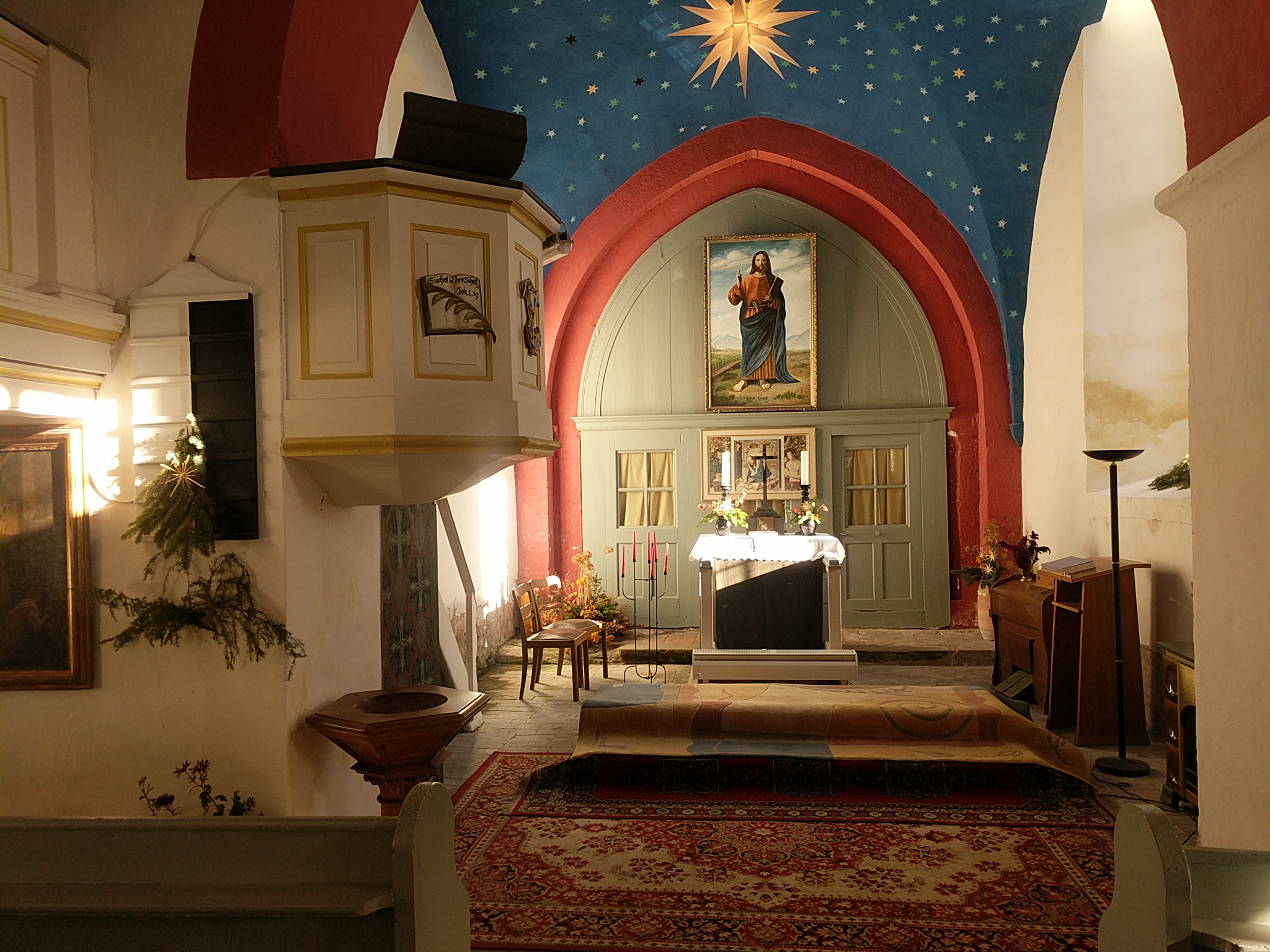
Kanzel und Altarraum der Dorfkirche Hohendorf

Die Dorfkirche St. Michael Hohendorf steht im Ortsteil Hohendorf der Stadt Bürgel im Saale-Holzland-Kreis in Thüringen. Sie gehört zum Pfarrbereich Bürgel im Kirchenkreis Eisenberg der Evangelischen Kirche in Mitteldeutschland.

## Lage
Die Kirche liegt auf einem Hügel im Nordosten dieser kleinen Ortschaft.

## Geschichte
Im 13. Jahrhundert wurde sie als Chorturmkirche aufgebaut. Der Turm ist ein eingezogener quadratischer Bau mit Apsis und romanischem Triumphbogen. Die Apsis ist bereits gotisch.

## Beschreibung
Das Äußere ist im 17. und 18. Jahrhundert überformt worden. Der Turm wurde dann oben achteckig gebaut.

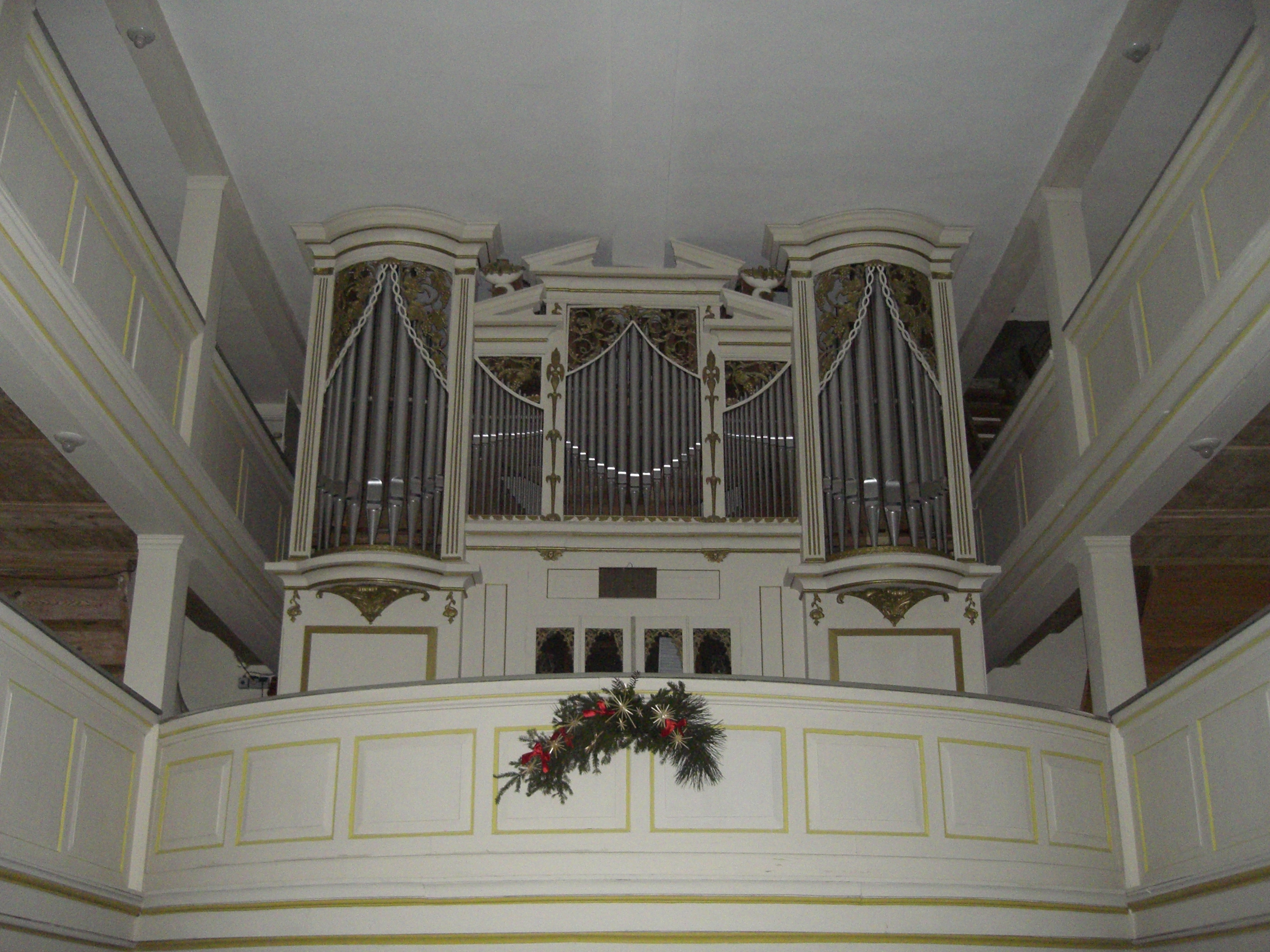
Orgel der Dorfkirche zu Hohendorf (Luis Poppe 1844)

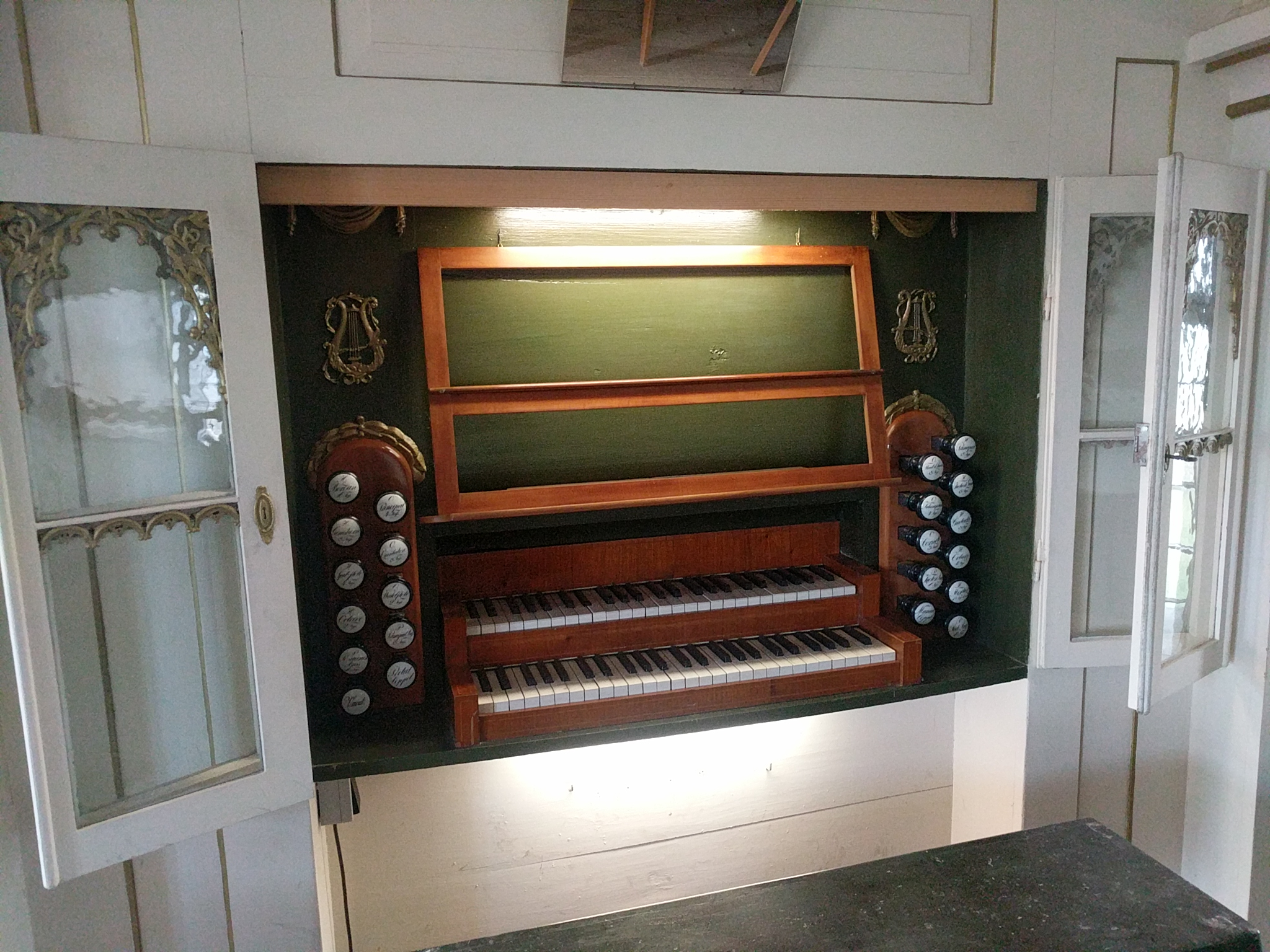
Spieltisch der Orgel

Das Kirchenschiff besitzt dreiseitige Emporen mit Chor- und Kreuzgewölbe und eingebauter Apsis als Sakristei.

## Orgel
Die Kirche verfügt über eine seit etwa 2013 wieder spielbare romantische Orgel des Altenburger Orgelbauers Luis Poppe aus dem Jahr 1844 mit zwei Manualen und Pedal mit folgender Disposition:
| I Hauptwerk C–d3 |       |  |
| Bordun           | 16′   |  |
| Prinzipal        | 8′    |  |
| Viola di Gamb.   | 8′    |  |
| Gemshorn         | 8′    |  |
| Gedackt          | 8′    |  |
| Octave           | 4′    |  |
| Spitzflöte       | 4′    |  |
| Octave           | 2′    |  |
| Mixtur IV        | 1 ⁄3′ |  |

| II Oberwerk C–d3 |    |  |
| Quintatön        | 8′ |  |
| Flaut d’Amour    | 8′ |  |
| Principal        | 4′ |  |
| Kleingedackt     | 4′ |  |
| Waldflöte        | 2′ |  |
| Cornett III      |    |  |

| Pedal C–c1     |     |  |
| Sub Bass       | 16′ |  |
| Violon Bass    | 16′ |  |
| Principal Bass | 8′  |  |
| Posaunen Bass  | 16′ |  |

- Manualkoppel, Pedalkoppel